# Henrika Lax
Anna Henrika Lax, född 15 november 1971 i Helsingfors, är en finländsk målare. Hon är dotter till Henrik Lax. 
Lax studerade 1993–1997 vid Fria konstskolan, blev filosofie magister 1997, och studerade 2000–2002 vid Konstindustriella högskolan (konstmagister). Hon framträdde första gången som bildkonstnär 1995 och är känd för sina målningar i oljefärger, blandteknik och pasteller. Hon för en fortsatt dialog mellan ordkonst och bildkonst. Hon har ställt ut sina tecknade dagböcker, minnen och tidens avlagringar och spår i människan, ofta baserade på fotografiska förlagor. I sin utställning In memoriam 2003 fokuserade hon på små barn som motiv, och i sin följande utställning Avfärd 2004, som kretsade kring avsked och uppbrott, arbetade hon med fotografiet som utgångspunkt i sina svartvita målningar, behärskade av uppbrottsstämning och människor i ständig rörelse på järnvägsstationen i Helsingfors. Hon undervisade vid Konstindustriella högskolan 2002 och Fria konstskolan 2002–2003.